# Mirko Höfflin
Mirko Höfflin (* 18. Juni 1992 in Freiburg im Breisgau) ist ein deutscher Eishockeyspieler, der seit Juli 2024 erneut bei den Schwenninger Wild Wings aus der Deutschen Eishockey Liga (DEL) unter Vertrag steht und dort auf der Position des Centers spielt. Zuvor war Höfflin bereits einmal für Schwenningen sowie die Adler Mannheim, Straubing Tigers und ERC Ingolstadt in der DEL aktiv.

## Karriere
Höfflin begann seine Karriere als Eishockeyspieler bei den Jungadler Mannheim, für die er von 2007 bis 2010 in der Deutschen Nachwuchsliga (DNL) aktiv war. In den drei Spielzeiten wurde der Angreifer jeweils Deutscher Nachwuchsmeister mit seiner Mannschaft. In der Saison 2009/10 war er zudem mit 32 Toren in der Hauptrunde bester Top-Torschütze der DNL. Für die Heilbronner Falken aus der 2. Bundesliga gab er in derselben Spielzeit sein Debüt im professionellen Eishockey, als er in insgesamt 23 Spielen drei Torvorlagen gab.

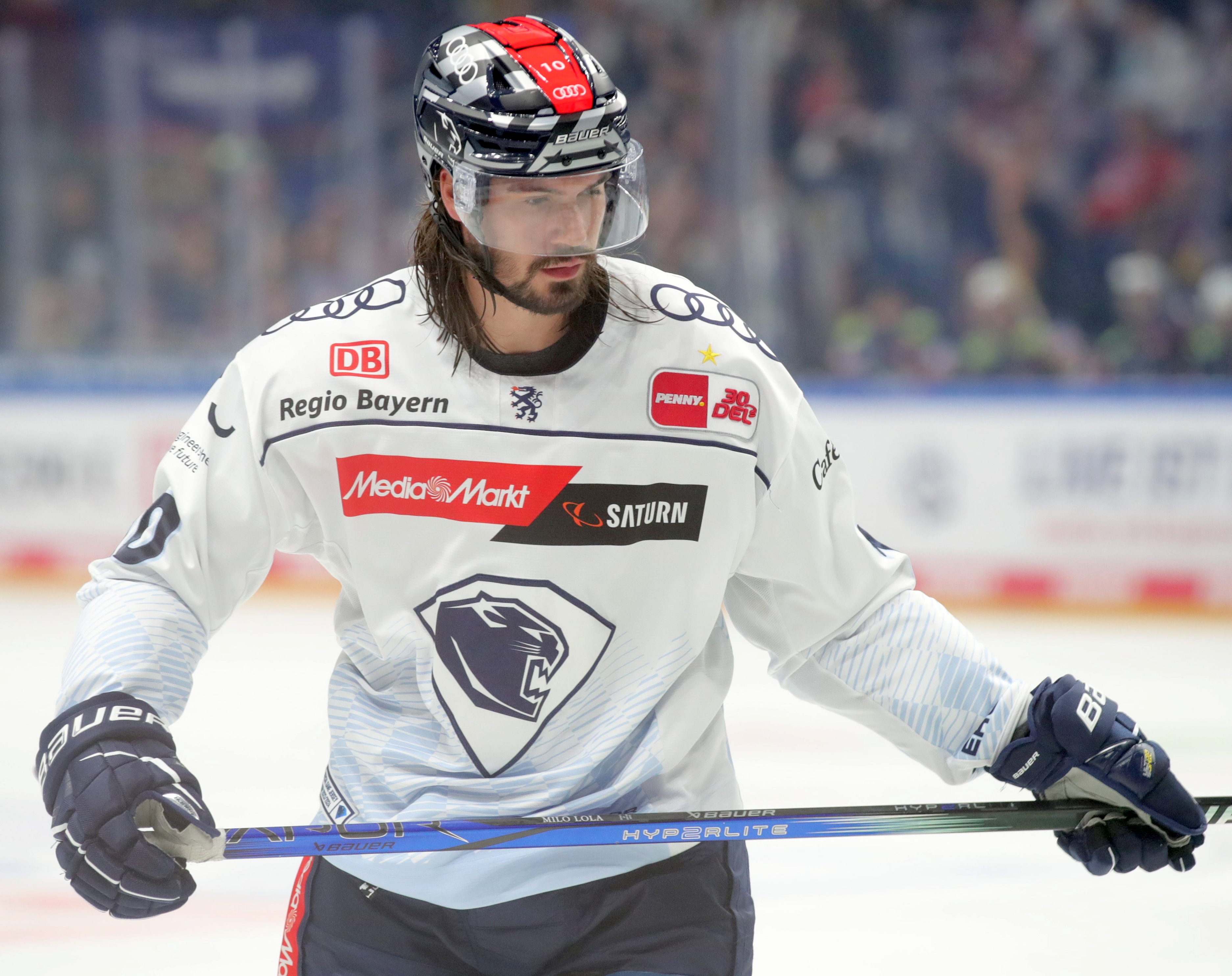
Höfflin im Trikot des ERC Ingolstadt (2023)

Anschließend wurde der deutsche Junioren-Nationalspieler im NHL Entry Draft 2010 in der sechsten Runde als insgesamt 151. Spieler von den Chicago Blackhawks aus der National Hockey League (NHL) ausgewählt. Höfflin wurde ins Trainingscamp der Blackhawks eingeladen, zu einer weiteren Zusammenarbeit zwischen dem Spieler und dem NHL-Franchise kam es in der Zukunft jedoch nicht. Höfflin entschied sich dennoch für einen Wechsel nach Nordamerika und spielte in der Saison 2010/11 für die Remparts de Québec in der Ligue de hockey junior majeur du Québec (LHJMQ). Nach einer Spielzeit in Québec wurde er von den Remparts im Tausch gegen Jérémie Malouin zu den Titan d’Acadie-Bathurst transferiert. Insbesondere wurden in der kanadischen Juniorenliga seine Schnelligkeit und die Qualitäten bei der Torvorbereitung geschätzt.
Als Höfflin die Altersgrenze für die Teilnahme an der Juniorenliga erreicht hatte, kehrte er vor der Saison 2012/13 wieder in die Deutsche Eishockey Liga (DEL) zurück und unterschrieb einen Zweijahresvertrag bei seinem Jugendverein Adler Mannheim. Mit drei Toren am Anfang der Saison konnte er gleich überzeugen und wurde von den Fans seines neuen Vereins zum Spieler des Monats Oktober 2012 gewählt. Auch wenn er in der Meisterschaftssaison 2014/15 nicht mehr die Punktwerte der Vorsaison erreichen konnte, wurde sein Vertrag bei den Adlern vorzeitig bis 2017 verlängert. Um mehr Spielpraxis zu sammeln, wurde Höfflin im Mai 2015 für ein Jahr an den Ligakonkurrenten Straubing Tigers ausgeliehen. Nach einer Saison in Niederbayern kehrt Höfflin zur Spielzeit 2016/17 wieder zu den Adlern zurück.
Bereits nach einer Saison verließ er die Adler allerdings wieder und schloss sich für zwei Spielzeiten dem Ligakonkurrenten Schwenninger Wild Wings. Zur Saison 2019/20 wechselte Höfflin zum ERC Ingolstadt, mit dem er im Jahr 2023 Vizemeister wurde. Insgesamt fand der Stürmer dort für fünf Spielzeiten eine sportliche Heimat, ehe er den Klub nach dem Spieljahr 2023/24 verließ und nach Schwenningen zurückkehrte.

### International

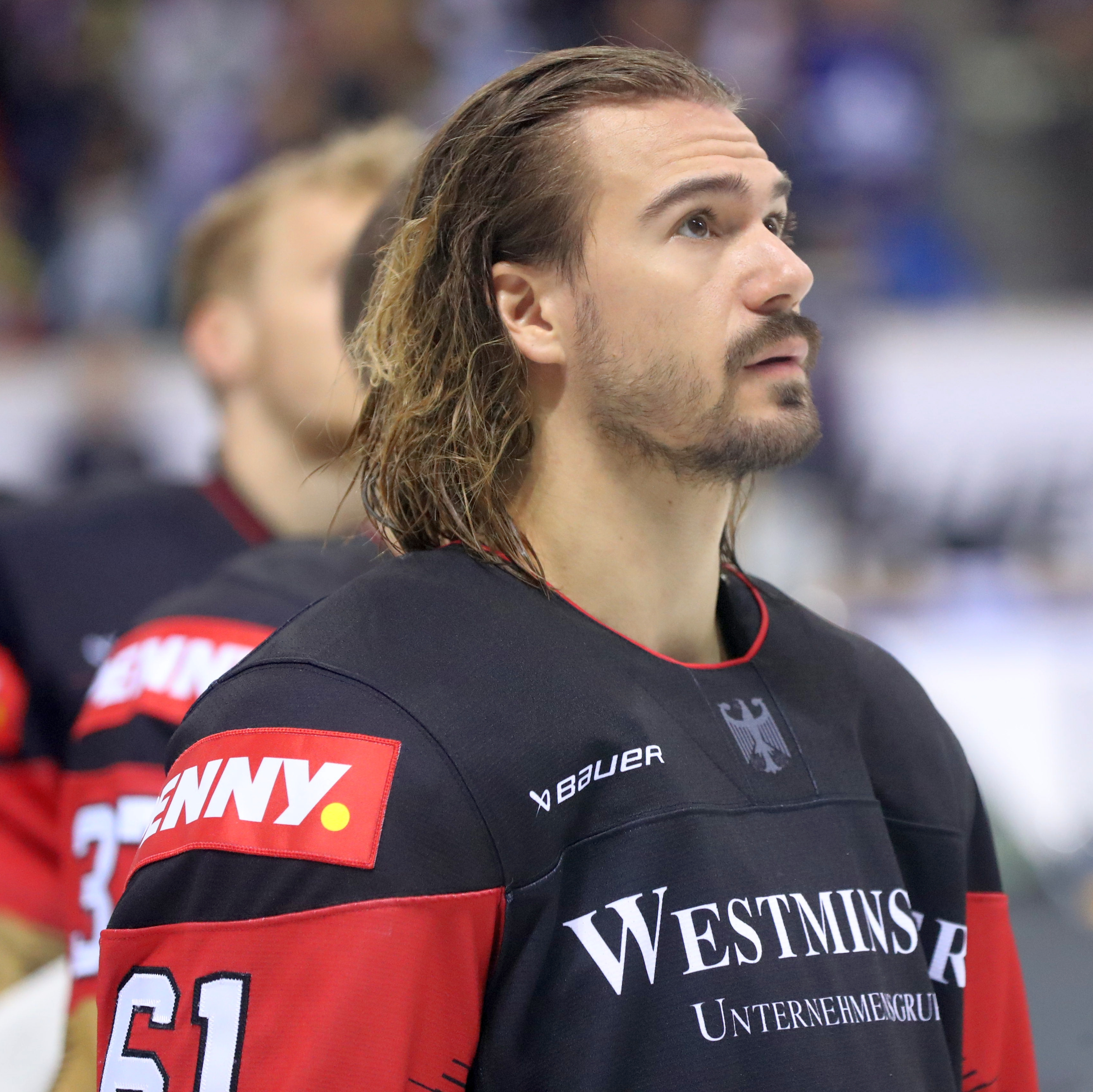
Höfflin als Spieler der deutschen Nationalmannschaft (2022)

Für Deutschland nahm Höfflin an der U18-Junioren-Weltmeisterschaft 2009, U18-Junioren-Weltmeisterschaft der Division I 2010 sowie der U20-Junioren-Weltmeisterschaft der Division I 2010 teil. Im Jahr 2010 stieg er sowohl mit der U18 als auch mit der U20 in die Top Division der jeweiligen Altersklasse auf. Einen weiteren Einsatz hatte Höfflin bei der U20-Junioren-Weltmeisterschaft 2011.
Am 10. April 2014 beim Länderspiel gegen Frankreich in Weißwasser gab Höfflin sein Debüt für die deutsche A-Nationalmannschaft. Sein erstes großes internationales Turnier bestritt er mit der Weltmeisterschaft 2018 in Dänemark.

## Erfolge und Auszeichnungen
| - 2008 Deutscher Juniorenmeister mit den Jungadler Mannheim - 2009 Deutscher Juniorenmeister mit den Jungadler Mannheim - 2010 Deutscher Juniorenmeister mit den Jungadler Mannheim - 2010 Bester Torschütze der DNL-Hauptrunde | - 2011 LHJMQ All-Rookie Team - 2015 Deutscher Meister mit den Adler Mannheim - 2023 Deutscher Vizemeister mit dem ERC Ingolstadt |

### International
- 2010 Aufstieg in die Top-Division bei der U20-Junioren-Weltmeisterschaft der Division I
- 2010 Aufstieg in die Top-Division bei der U18-Junioren-Weltmeisterschaft der Division I
- 2010 Bester Stürmer der U18-Junioren-Weltmeisterschaft der Division I, Gruppe B
- 2012 Aufstieg in die Top-Division bei der U20-Junioren-Weltmeisterschaft der Division IA

## Karrierestatistik
Stand: Ende der Saison 2024/25

### International
Vertrat Deutschland bei:
| - World U-17 Hockey Challenge 2009 - U18-Junioren-Weltmeisterschaft 2009 - U20-Junioren-Weltmeisterschaft der Division I 2010 - U18-Junioren-Weltmeisterschaft der Division I 2010 | - U20-Junioren-Weltmeisterschaft 2011 - U20-Junioren-Weltmeisterschaft der Division IA 2012 - Weltmeisterschaft 2018 |

(Legende zur Spielerstatistik: Sp oder GP = absolvierte Spiele; T oder G = erzielte Tore; V oder A = erzielte Assists; Pkt oder Pts = erzielte Scorerpunkte; SM oder PIM = erhaltene Strafminuten; +/− = Plus/Minus-Bilanz; PP = erzielte Überzahltore; SH = erzielte Unterzahltore; GW = erzielte Siegtore; 1 Play-downs/Relegation; Kursiv: Statistik nicht vollständig)